# Naturhave
En naturhave (wild garden eller wildlife garden på engelsk, jardin sauvage på fransk, Naturgarten eller naturnaher Garten på tysk, wilde tuin, natuurtuin eller heemtuin på nederlandsk) er en have, hvor naturbevarelsen spiller en væsentlig rolle. Haven skal både være tiltalende at se på og opholde sig i, og den skal tilbyde næring, skjul og tilholdssted for insekter, fugle, padder, krybdyr, pattedyr, blomstrende planter og svampe med videre. Derfor indeholder naturhaven ofte en forskelligartet blanding af biotoper, der er skabt og vedligeholdt helt bevidst af haveejeren (f.eks. havedamme, der kan tiltrække frøer, salamandre, tudser og guldsmede, fuglekasser til fugle, flagermus og insekter, bunker af kvas eller træ, som giver ly til snoge, firben og stålorme, eller særligt tiltrækkende planter, der tilbyder nektar og pollen til bestøvende insekter). I visse tilfælde lader man tingene udvikle sig ved egen kraft (se succession), sådan at man minimerer vedligeholdelse og indblanding.
Naturhaven efterligner under sine målestoksforhold de lokale naturmiljøer (biotoper) for at skabe et tilflugtssted (refugium) for de vilde planter, dyr og svampe. Dens vigtigste kendemærke er en betydelig andel af hjemmehørende vegetationer, der tjener som grundlag for det vilde dyreliv. Mange økologiske havedyrkere støtter tanken om naturhaver, og de forsøger som regel at skabe plads til elementer fra naturhaverne på deres egen jord. Det sker både som et virkemiddel i økologisk bekæmpelse og på grund af naturhavens værdi til forøgelse af biodiversitet og fordi den er nyttig i en bredere miljøsammenhæng.
En naturhave har altså en funktion som tilflugtssted for naturen, om den nu er planlagt i sin helhed, eller man blot har ladet arterne slå sig ned efter forgodtbefindende. Men som enhver have er den under alle omstændigheder genstand for en styring, for på den ene side skal den være tiltalende for haveejeren og dennes familie (med rekreative og æstetiske elementer), og på den anden side kan man risikere, at de bedst tilpassede planter invaderer alt, hvis man ikke kontrollerer deres spredning en smule.
Naturhaverne betegnes ofte som "vilde haver", men dette udtryk er ret vagt og kan også bruges synonymt med økologisk have (eller det kan simpelt hen stå for en have med et "vildt" udseende). Udtrykkene overlapper hinanden og er forbundet med den samme opfattelse af havedyrkning, der repræsenterer en respekt for miljøet i vid forstand. Begrebet naturhave lægger dog vægten på det areal, der er afset til hjemlige plantearter og skabelsen af naturlige levesteder, sådan at man kan bidrage til den lokale biodiversitet. Haven med adgang for naturen kunne være et godt synonym.

## Baggrund
Begrebet naturhave opstod i det 19. århundrede og tilskrives den irske gartner, William Robinson (1838-1935). Han brød med tidens havestil og foreslog en form for dyrkning, som gav plads for vildtvoksende planter og lod dem slå sig ned i stedet for at bekæmpe dem hårdnakket. Haven fik på den måde en mere naturlig, mere romantisk karakter. Ønsket om at bevare naturen var endnu ikke på dagsordenen, og de arter, man tog med i denne havetype, var stadig lige så vel indførte som hjemlige.
Tanken om et naturrefugium, som bygger videre på William Robinsons begreber, baserer sig på den konstatering, at levesteder til fritlevende organismer bliver indskrænket mere og mere. Under presset fra menneskelig aktivitet ødelægges eller omformes de naturlige biotoper. Efter mange menneskers opfattelse har naturen sin plads – hvor den hører hjemme – nemlig uden for de urbaniserede områder. Men i de egne af kloden, der har en høj befolkningstæthed, er det ofte ikke engang tilfældet. Landbrugsområder, skove og kystegne er på nuværende tidspunkt omdannet så meget med henblik på at tilfredsstille menneskelige behov, at betegnelsen naturlig eller halvnaturlig ikke længere kan bruges om dem. Alt for ofte bliver skove kun betragtet ud fra en økonomisk synsvinkel, og den består blot af et begrænset antal organismer, som i værste fald er indførte (f.eks. Rød-Gran i Danmark eller Eukalyptusarter ved Middelhavet). Det intensive landbrug omformer landskabet til gigantiske monokulturer, der bliver overdænget med pesticider og gødningsstoffer. Vådområder, sumpe, klitter, heder, vandløbenes bredder, levende hegn og småbiotoper bliver ødelagt, opsplittet eller omdannet for at muliggøre "rentable" aktiviteter (turisme, landbrug, kanosejlads, vandindvinding osv.). Deraf kommer behovet for at skabe naturfredninger.
Men mængden af den slags fredninger er alt for lille til at udligne den tabte plads til de fritlevende organismer. Desuden ligger stederne fjernt fra hinanden, og det nedsætter muligheden for spredning af plante- og dyrepopulationer og derfor også for at genetisk opblanding kan finde sted. Uden den risikerer arterne at uddø selv inden for de fredede områder. Deraf kommer tanken om at overlade naturen lidt plads i områder, der ellers er nært forbundet med menneskelig udnyttelse, men som ikke er underlagt et produktivitetskrav. Det kunne f.eks. være parker, offentlige arealer og private haver, som rummer et ikke ubetydeligt areal inden for de urbaniserede zoner. Den samme filosofi kunne også anvendes på skråningerne langs motorvejene, vejkanterne og andre småbidder af grønt i byerne som f.eks. rundkørslerne. På den måde kunne man skabe minifredninger og spredningskorridorer, som supplerer det areal, der dannes af jernbaneskråninger, ruiner og ubebyggede grunde.

## Naturhavetyper
Det er ofte en god ide at genskabe en naturlig biotop (eller i hvert fald en del af den) i haven, og det gælder især, hvor biotopen rummede egnens oprindelige vegetation, før byggeri og vejanlæg udslettede den. Et godt eksempel kunne være en strandeng eller et overdrev, hvis man bor i Danmark. I Sydafrika kunne det være fynbos, og i det midterste USA kunne det være prærien. Det er afgørende, at man indser de symbiotiske forhold mellem planter og dyr. Denne gensidige afhængighed er resultatet af, at arterne har udviklet sig i nærheden af hinanden over titusindvis af år. Når man dyrker en naturhave, handler man altid i overensstemmelse med tanken om, at de hjemmehørende planter er vigtigst i haven. Fremmede arter kan nok give føde eller skjul, men de kan ikke konkurrere med de planter, som hjemmehørende dyr altid har været afhængige af. For at give de fritlevende organismer et varieret rum, kan en naturhave bygges op af forskellige typer miljø, der hver især har en karakteristisk flora:
- Et skygget område, som har skovmiljøets kendetegn med flere etager i vegetationen (mosser, urteflora, lianer, underskov og højskov). Afhængigt af havens størrelse kan man lægge vægten på arter, som er mere eller mindre højtvoksende.

- Et lysåbent område, dvs. et område med en ofte rigt blomstrende urteflora. Mulighederne er mange: Vegetationen kan klippes på forskellige tidspunkter af året og med forskellig hyppighed, sådan at man begunstiger bestemte arter det ene sted og andre et andet. Man kan også holde området tæt klippet det meste af tiden for at holde vegetationen lav, hvad der begunstiger fuglelivet. En anden del kan man lægge brak, så der opstår et miljø, der giver vedvarende ly til insekterne. Endelig kan en del af haven, f.eks. en kant langs en sti opgraves hvert år for at fremme de étårige planter, som kendes fra de dyrkede marker.

En mellemform, hvor der er skiftevis lys og skygge, findes ofte i haverne i form af levende hegn, der miljømæssigt svarer til skovbrynene. En uklippet hæk har den fordel, at den bliver blomstrende og frugtbærende, sådan at den har noget at byde insekter, fugle og pattedyr. De tornede arter giver småfuglene et godt redested, beskyttet mod rovdyr.
- Et fugtigt område kan skabes med et større eller mindre vandareal, et springvand, et sumpområde eller en grøft. Man må foretrække en konstruktion, som vanskeligst kan give anledning til drukneulykker, dvs. med blidt skrånende bredder. Det fugtige område har sin egen dyreverden, men det giver også landlevende dyr mulighed for at drikke og bade.

- Et tørkepræget område kan skabes på en skråning, langs en grussti, i et stenbed, i et sandet område, i en pikstensbelægning, på en kampestensmur eller på et græstag.

## Plantevalg
Ganske som i andre havetyper stiller skønhedsopfattelse en vigtig rolle for beslutningen om, hvad der er 'rigtigt', men overvejelser om f.eks. frøenes herkomst kan også være tungtvejende. Naturhaver er pr. definition vandbesparende, da de naturlige arter i en bestemt økoregion eller et bestemt mikroklima også er dem, der bedst kan trives med de stedlige nedbørsmængder.
Selv om det godt kan lade sig gøre at bruge indførte planter, er naturhaven hovedsageligt sammensat af et udvalg blandt hjemlige arter. De vil oftest indpasse sig og blive en del af den eksisterende, naturlige plantebestand i et område, men reguleret på en måde, så havedyrkningen styrker og ikke hæmmer deres trivsel. De hjemlige planter danner grundlaget for fødenettene på egnen i og med, at der er mange planteædere, som er tilpasset at leve af dem (rødder, bark, ved, skud, blade, blomster og frø). Disse mange arter af planteædere er selv fødegrundlag for rovdyr og snyltere, som lever af (på, eventuelt i) dem, og selv rovdyrene og snylterne er føde for de såkaldte ”rovdyr af 2. orden” og for specialiserede snyltere. I sidste ende bliver alle, både planter, planteædere, rovdyr og snyltere til føde for de arter, der lever af alle slags affald, nemlig nedbryderne. På den måde skaber en varieret bestand af hjemlige arter et solidt grundlag for et rigt og varieret dyreliv i haven og egnen som helhed.
Nedenfor er nævnt nogle hjemlige arter, der kan danne et begyndersæt for hver af de fire ovennævnte have typer eller havepartier. Der dog intet til hinder for, at man kan supplere disse arter med flere hjemmehørende. Nogle vil foretrække at tage indførte arter med i deres naturhave, og det kan sagtens lade sig gøre. Blot skal man huske at sikre sig, at de valgte arter nu også kan trives under de forhold, som findes i den del af haven, hvor de skal stå.

### Skygget have
- Almindelig Engelsød
- Almindelig Hvidtjørn
- Almindelig Hyld
- Almindelig Kristtorn
- Almindelig Taks
- Almindelig Vedbend
- Almindlig Gedeblad
- Liljekonval
- Skov-Fladbælg
- Skovfyr
- Skovmærke
- Småbladet Lind
- Stor Frytle
- Vinter-Eg

### Lysåben have
- Almindelig Agermåne
- Almindelig Draphavre
- Almindelig Ene
- Almindelig Gyldenris
- Almindelig Hjertegræs
- Almindelig Hvidtjørn
- Almindelig Kællingetand
- Almindelig Løvefod
- Almindelig Sandløg
- Blæresmælde
- Eng-Storkenæb
- Hvid Okseøje
- Slåen
- Trævlekrone

### Fugtig have
- Almindelig Strudsvinge
- Eng-Kabbeleje
- Femhannet Pil
- Grenet Pindsvineknop
- Gul Iris
- Hamp-Hjortetrøst
- Kæmpe-Star
- Langbladet Ranunkel
- Pors
- Rød-Kløver
- Rørgræs
- Tørst
- Vand-Mynte
- Øret Pil

### Tørkepræget have
- Almindelig Ene
- Almindelig Engelsød
- Almindelig Merian
- Almindelig Sandløg
- Almindelig Sandskæg
- Almindelig Sankthansurt
- Bakke-Jordbær
- Bidende Stenurt
- Blodrød Storkenæb
- Bugtet Kløver
- Dunet Vejbred
- Farve-Visse
- Knoldet Mjødurt
- Smalbladet Timian

## Vedligeholdelse
Naturhavetanken kan synes at være en selvmodsigelse, for haver (der er anlagt, dyrket og kontrolleret) står i modsætning til naturområder, hvor mennesket ikke griber ind. Hvis man ønsker at fastholde en vis diversitet, er det ikke desto mindre nødvendigt at iværksætte et minimum af pleje, ganske som det sker på visse fredede områder. I modsat fald kan haven kun rumme et begrænset antal dominerende arter efter en vis tid. Plejen gør det muligt at fastholde et behageligt levested for ejeren og dennes familie gennem vedligeholdelse af veje, klipning af en græsplæne, renholdelse af et opholdssted osv. Vedligeholdelsen er desto mere nødvendig, jo mindre arealet er, fordi små haver let bliver ofre for, at en eller anden art invaderer den.
- Når målet er at begunstige de fritlevende organismer, bliver den vigtigste regel, der skal overholdes, at give afkald på forgiftning af haven med pesticider. Man bør se massive angreb af "plageånder" som et symptom på en uligevægt, der skal rettes (planten får for lidt lys, eller den er ikke tilpasset jordtypen, der er for ringe diversitet bland planterne, bar jord giver svampesporer mulighed for at angribe bladene osv.).
- Almindeligvis er det bedst at bruge mekaniske redskaber, som er stilfærdige og blidt virkende i forhold til de motoriserede. Når man f.eks. bruger en le til at slå de høje urter ned med, giver det insekterne en mulighed for at overleve, som de ikke får ved brug af en græsklipper.
- Målet for vedligeholdelsen er ikke at holde haven fuldkommen ”ren”, men at efterlade tilstrækkeligt med affald til småkræene. F.eks. er det bedre vente med at fjerne de visne stængler fra blomsterbedet til om foråret, sådan at insekterne kan skjule sig under dem i vintertiden.
- En del af de træagtige planter kan plejes i stævningsdrift eller som løveng, hvad der skaber buskede planter med lysåbne pletter imellem. Nogle træer kan stynes, og mange plante- og dyrearter finder sig til rette i ”hovederne”. De øvrige træer bør man holde nede. Det er interessant at lade nogle udgåede stammer blive stående, når de ellers ikke er til fare for nogen, for de giver hjemsted og føde til mange hulrugende fugle og flagermus.
- Hvis man kun har en lille have, kan det være nødvendigt at klippe hækken hvert år, men det bør bestemt ske uden for fuglenes yngletid.
- En græsplæne har brug for regelmæssig klipning, sådan at man kan holde græshøjden på ca. 6 cm. Det begunstiger de lavtvoksende planter, hvis man springer en klipning nu og da. Hvis man vil fremme de forårsblomstrende engplanter, skal man først begynde med at slå græsset omkring Sankthans. Hvis man omvendt hellere vil fremme de sensommerblomstrende planter, skal græsset ikke slås før slutningen af september. Derimod må man slå græsset gennem hele sæsonen, hvis man har brug for en kort plæne til leg og ophold.
- Afklippet skal fjernes og komposteres, for de blomsterrige enge er ofte dem, der står på udpint jord. Næringsrig jord fremmer en bestand af græsser, tidsler, nælder og padderokker. Man bør lade afklippet tørre nogle dage, før man fjerner det, for det giver tid til, at smådyrene kan søge nye opholdssteder, planternes frø kan nå at løsne sig, og det tørre hø gør komposteringen lettere.
- De braklagte områder bør renses regelmæssigt for opvækst af buske og træer, sådan at man undgår, at området får skovpræg.
- De steder, hvor man gerne vil have énårige planter, skal graves hvert år i planternes hvileperiode, sådan at urterne ikke skal konkurrere med de flerårige planters rødder. På den måde fremmer man nyspiring af de enårige hver år.
- Det er ofte nødvendigt at fjerne alger, som udvikles i vandhullet, fordi vandet er for næringsrigt. Man må også begrænse visse plantearter, som kan indtage hele det åbne vandareal. Både alger og planter skal fjernes helt for at undgå overgødskning af vandhullet.
- Man kan have et ønske om at give blomsterbede og stenbede nær huset et mere ordnet udseende, eller man foretrækker bestemte farver eller planter med duft. I så fald må man grave de uønskede planter op og plante dem ud på et andet sted i haven.
- Komposten skal holdes godt luftet og fugtig, den skal kalkes med let hånd, og når den er færdig, kan man lægge den ud som topdressing eller som jordforbedring under buske og i bedene.

De hjemlige planter, der er fuldstændigt tilpassede det klima og de mikroorganismer, der findes i omgivelserne, har ikke brug for megen pleje. Vedligeholdelsen af en naturhave kræver ikke kraftig gødskning, omhyggelig vanding, behandling med pesticider eller tung bearbejdning af jorden: I det omfang planterne er tilpasset jordtypen og lysmængden på det sted, hvor haven ligger, er de naturligt modstandsdygtige, og haveejeren kan slå sig til tåls med at begrænse deres udbredelse. Regnvandsopsamling i en tønde eller et bassin og en smule kompost er tilstrækkeligt til at pleje de mest fordringsfulde blandt de planter, man vil dyrke. Hvis en plante visner trods en god ligevægt i haven, må den gode ”naturhaveejer” tænke, at den nok ikke stod på sin rette plads, snarere end hårdnakket at forsøge at tvinge den til at vokse ved at blande sig uafbrudt.

## Fordele
Hvis man vælger at se bort fra det egentlige mål med naturhaven, nemlig at bevare og beskytte ellers truede arter og biotoper, kan der nævnes en række andre fordele ved denne haveform:
Naturhaven er på én gang økologisk og økonomisk. Afkaldet på at bruge pesticider, kunstvanding og kunstgødning skaber en ikke-forurenende og ressourcebevarende have. Den sparsomme brug af motoriseret udstyr til klipning af plæner og hække bidrager på én gang til roen i kvarteret og til besparelser i energiforbruget. Prisen på hjemlige arter er ret moderat, og selv om man ikke bare vil dyrke det, der spontant spirer frem, koster det ikke meget at høste frø, at dele egne planter eller at bytte med andre haveejere.
Nyttehaven vil have fordel af, at der opformeres en stor og varieret bestand af rovinsekter og småfugle i naturhaven, og bestøvningen af frugttræer og -buske er sikret på grund af de mange vilde bier, som findes i haven.
Naturhaven er et godt alternativ for den, som ikke har lyst til at bruge tid og kræfter på at passe jord og planter. I stedet indbyder den til ro og eftertanke, mens man glæder sig over havens mangfoldighed.

## Eksterne links
- Den økologiske have i Odder
- Permakultur Danmark
- Havenyt.dk: Naturhave – en overvejelse værd
- OneEarth: How to Get Wild in Your Garden Arkiveret 3. marts 2009 hos  Wayback Machine (engelsk)
- National Wildlife Federation: Garden for wildlife (engelsk)
- Wild about Gardens (engelsk)
- Garden Wildlife (engelsk)

## Eksisterende naturhaver
- Den økologiske have i Odder
- The Wildlife Garden, ved Natural History Museum i London
- Le Coquelicot á Olne, Belgien